# Myctophiformes
Ordre
Les Myctophiformes sont un ordre des poissons téléostéens.

## Systématique
L'ordre des Myctophiformes est attribué, en 1911, à l'ichtyologiste britannique Charles Tate Regan (1878-1943).

## Liste des familles
Selon ITIS, FishBase et World Register of Marine Species (19 février 2016) :
- famille des Myctophidae Gill, 1893
- famille des Neoscopelidae Jordan, 1901

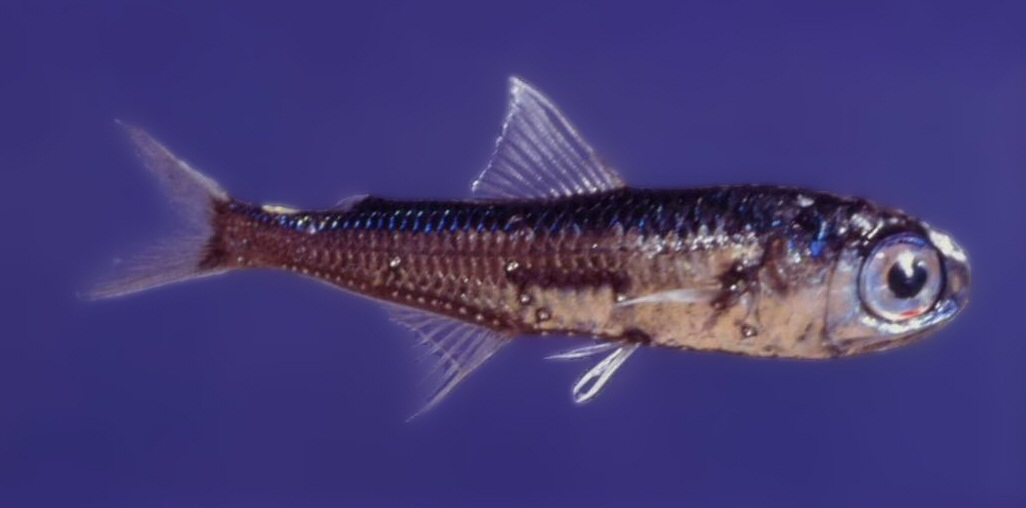
Myctophum punctatum (Myctophidae).
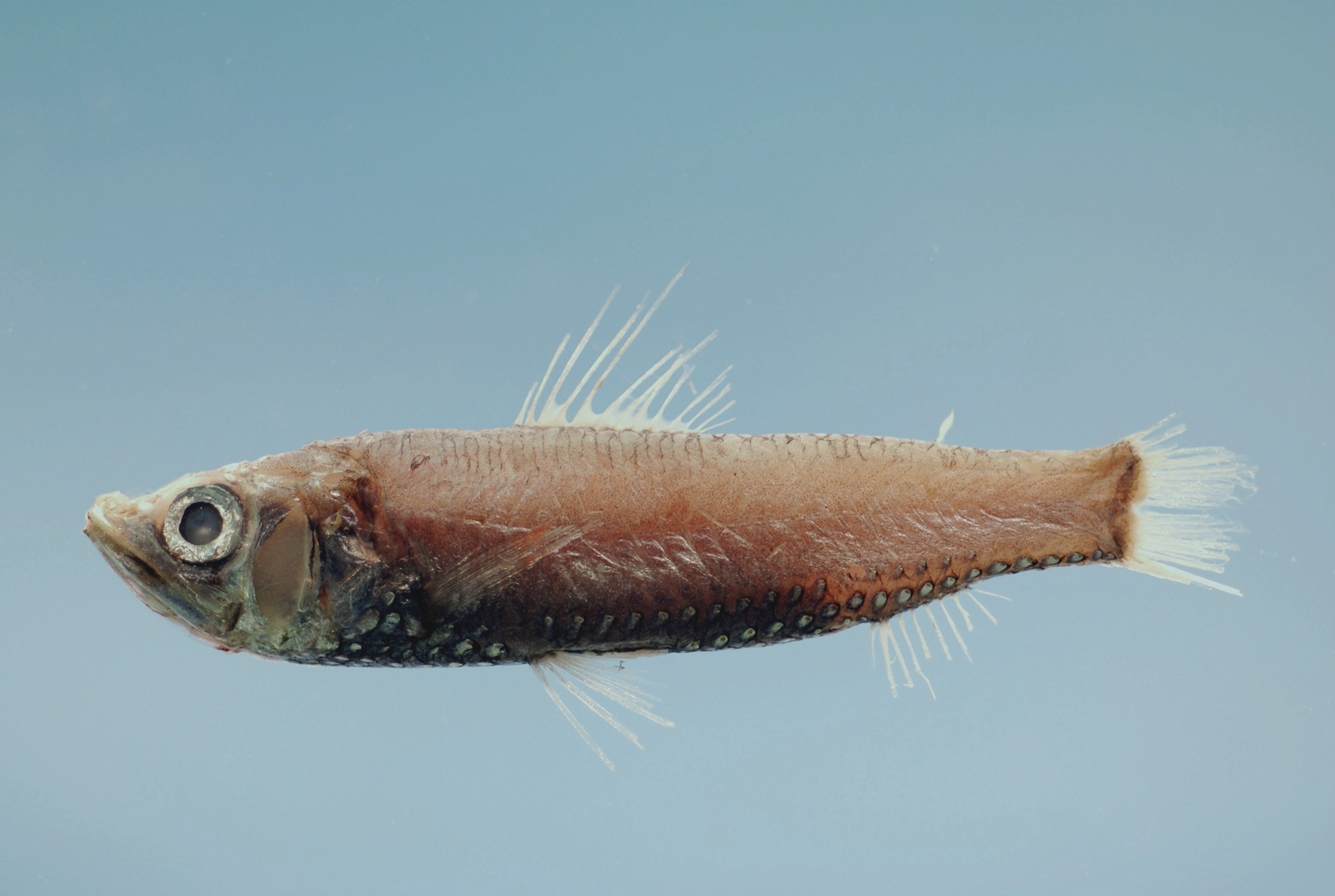
Neoscopelus microchir (Neoscopelidae).